# Veajetjávrrit (norra)
Veajetjávrrit (norra) och Veajetjávrrit (södra), eller Veäijehjärvet är sjöar i Finland. De ligger i kommunen Enontekis i landskapet Lappland, i den norra delen av landet, 1 000 km norr om huvudstaden Helsingfors. Veajetjávrrit (norra) ligger 843,3 meter över havet. Omgivningarna runt Veajetjávrrit (norra) är i huvudsak ett öppet busklandskap. Arean är 28,7 hektar och strandlinjen är 3,39 kilometer lång. Sjön  ingår i Torne älvs huvudavrinningsområde. 